# Rimini Calcio 1960-1961
Questa voce raccoglie le informazioni riguardanti il Rimini Calcio nelle competizioni ufficiali della stagione 1960-1961.

## Rosa
| N. |                   | Ruolo | Calciatore      |
| -- | ----------------- | ----- | --------------- |
|    | Italia (bandiera) | C     | Giberto Alvoni  |
|    | Italia (bandiera) | C     | Dante Amatucci  |
|    | Italia (bandiera) | C     | Giovanni Ceschi |
|    | Italia (bandiera) | A     | Carlo Facchin   |
|    | Italia (bandiera) | A     | Fava            |
|    | Italia (bandiera) | P     | Enzo Fiandri    |
|    | Italia (bandiera) | P     | Claudio Galassi |
|    | Italia (bandiera) | D     | Sergio Gianni   |
|    | Italia (bandiera) | C     | Claudio Govoni  |
|    | Italia (bandiera) | D     | Sergio Lucchi   |

| N. |                   | Ruolo | Calciatore        |
| -- | ----------------- | ----- | ----------------- |
|    | Italia (bandiera) | C     | Giuseppe Malavasi |
|    | Italia (bandiera) | C     | Marcello Neri     |
|    | Italia (bandiera) | A     | Mario Nichele     |
|    | Italia (bandiera) | C     | Feliciano Orazi   |
|    | Italia (bandiera) |       | Palestini         |
|    | Italia (bandiera) | A     | Benito Perfetti   |
|    | Italia (bandiera) | C     | Giorgio Perversi  |
|    | Italia (bandiera) | D     | Romano Scardovi   |
|    | Italia (bandiera) | D     | Giuseppe Valletti |